# Raymond J. Smith
Raymond J. Smith (Milwaukee, Wisconsin, 12 de marzo de 1930 — Princeton (Nueva Jersey), 18 de febrero de 2008), fue fundador y director de la The Ontario Review y profesor universitario estadounidense, especialista en literatura moderna.

## Trayectoria
Pertenecía a una familia católica, y se formó en los jesuitas. Estudió Magisterio y se doctoró en literatura inglesa del siglo  XVIII, en la Universidad de Wisconsin, Madison (1960). Se casó a los 31 años, en 1961, con la escritora Joyce Carol Oates (n. Lockport, Nueva York, 1938), de 22 años; su unión duró 48 años y no tuvieron hijos. 
Ambos se trasladaron a la costa de Texas, en el mismo 1961 (al Lamar College de Beaumont) para comenzar él su carrera como profesor. Luego, dio clases en la Universidad de Windsor (Ontario) y en la Universidad de Nueva York, antes de entregarse al mundo de la edición y promoción literaria.
En 1977, fundó con su esposa The Ontario Review, revista literaria de la que fue director hasta su muerte en 2008 y de la que Joyce Carol Oates fue subdirectora. 
Trató con toda una generación de escritores desde John Updike hasta Philip Roth. Así que ambos conocieron a Saul Bellow, Donald Barthelme, Raymond Carver, Nadine Gordimer, Ted Hugues, Doris Lessing, Margaret Atwood. 
Raymond J. Smith creó luego una pequeña editorial, Ontario Review Books, en 1980, donde, además de recuperar libros de su esposa, buscó nuevos escritores. Es una figura muy respetada en el mundo literario estadounidense.

## Obra
- Charles Churchill, Twayne, 1977, estudio sobre ese poeta inglés del XVIII.
- Dejó inédita una novela, sobre su juventud.